# Xẹp phổi
Xẹp phổi là tình trạng chèn ép hoặc tắc nghẽn phổi dẫn đến giảm hay mất khả năng trao đổi khí. Nó có thể ảnh hưởng đến một phần hoặc toàn bộ phổi. Thường ở 1 bên.
Đây là dấu hiệu khá phổi biến trong x-quang. Xẹp phổi cấp có thể xảy ra sau phẫu thuật hoặc thiếu hụt surfactant. Ở trẻ sơ sinh non tháng, điều này dẫn đến hội chứng suy hô hấp trẻ sơ sinh.

## Dấu hiệu và triệu chứng

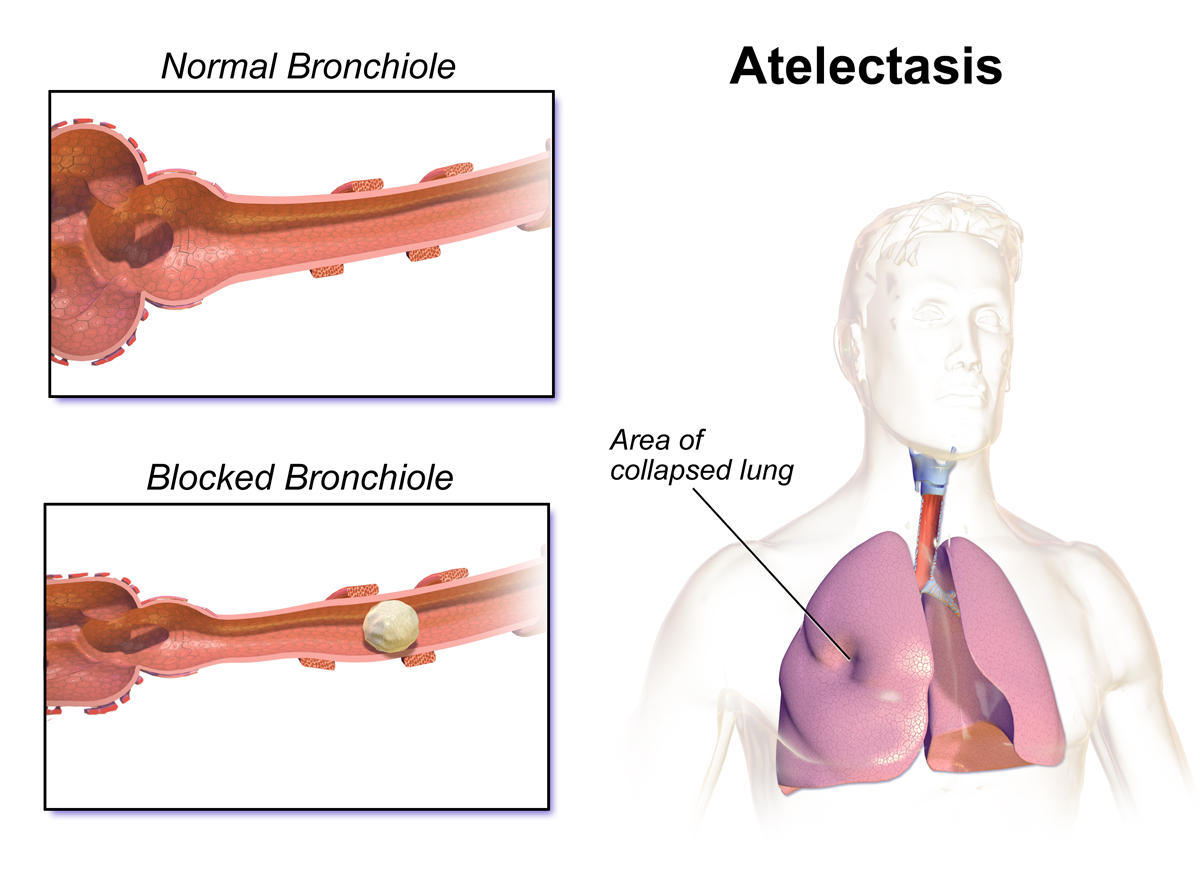
Xẹp phổi.

Có thể không có dấu hiệu và triệu chứng hoặc có thể bao gồm:
- ho, nhưng không phải nổi bật;
- đau ngực (không phổ biến);
- khó thở (nhanh và nông);
- oxy bão hòa thấp;
- tràn dịch màng phổi (dịch thấm);
- tím tái (dấu hiệu muộn);
- tăng nhịp tim.
- huyết áp bất thường.

Một hiểu lầm phổ biến là xẹp phổi gây sốt. Một nghiên cứu theo dõi 100 bệnh nhân hậu phẫu cho thấy rằng tỷ lệ sốt giảm trong khi tỷ lệ xẹp phổi tăng lên. Một vài nghiên cứu gần đây đã đưa bằng chứng không có sự liên kết giữa xẹp phổi và sốt hậu phẫu.

## Nguyên nhân
Nguyên nhân phổ biến nhất là xẹp phổi sau phẫu thuật, đặc trưng của nằm lâu, ví dụ hạn chế thở sau phẫu thuật bụng.
Một nguyên nhân khác là bệnh lao phổi. Hút thuốc và lớn tuổi cũng làm tăng nguy cơ xẹp phổi. Ngoài ra, xẹp phổi có thể do tắc nghẽn khí phế quản, có thể trong đường thở (dị vật, nút nhầy), từ thành phế quản(u, thường ung thư tế bào vảy) hoặc chèn ép từ bên ngoài (u, hạch). Một nguyên nhân nữa là thiếu chất surfactant, trong nguồn cảm hứng, khi hít vào gây ra căng bề mặt đến mức cao nhất mà xẹp phế nang nhỏ hơn. Xẹp phổi cũng có thể xảy ra trong hút đờm hút không khí từ phổi. Xẹp phổi thụ động xảy ra khi có tràn dịch màng phổi hoặc tràn khí màng phổi.

## Chẩn đoán

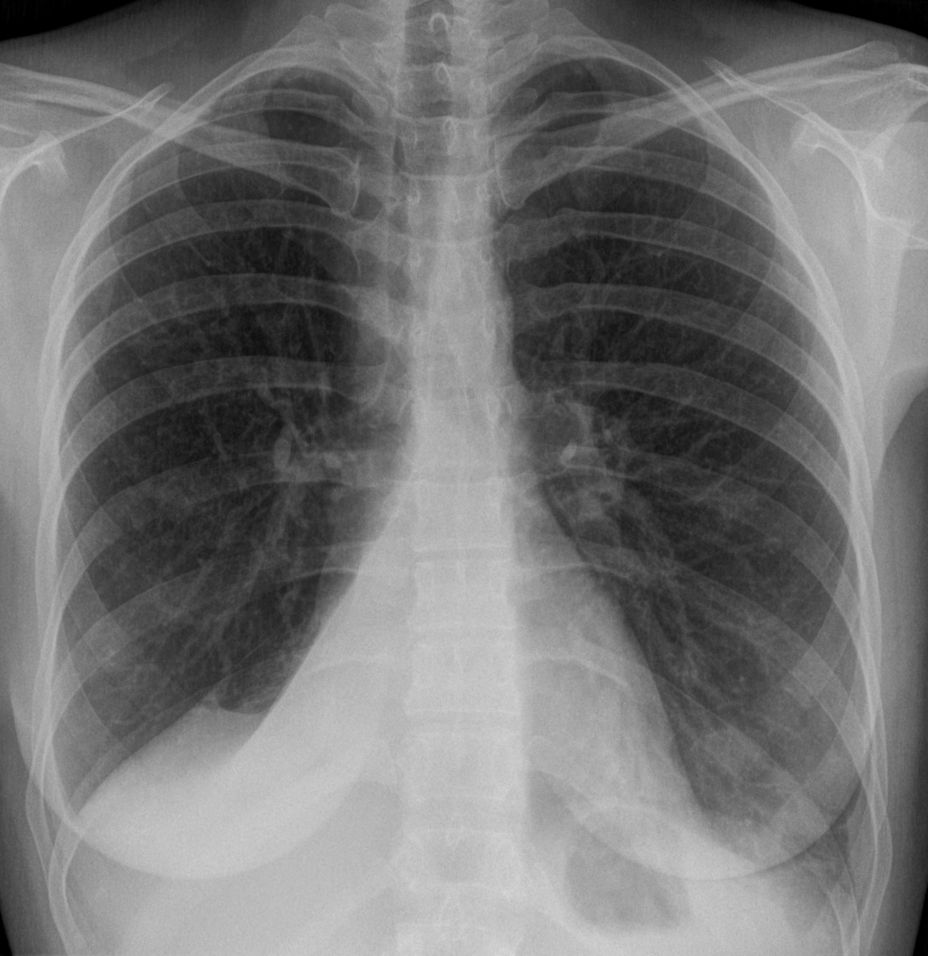
Xẹp phổi thùy dưới phổi phải trên phim X-quang

Trên lâm sàng, xẹp phổi thường được quan sát trên phim X-quang. Dấu hiệu trực tiếp của xẹp phổi bao gồm co kéo rãnh liên thùy và các cấu trúc di động của ngực, tăng thông khí thùy phổi không tổn thương cùng bên hoặc đối bên, và mờ thùy phổi xẹp.

### Phân loại

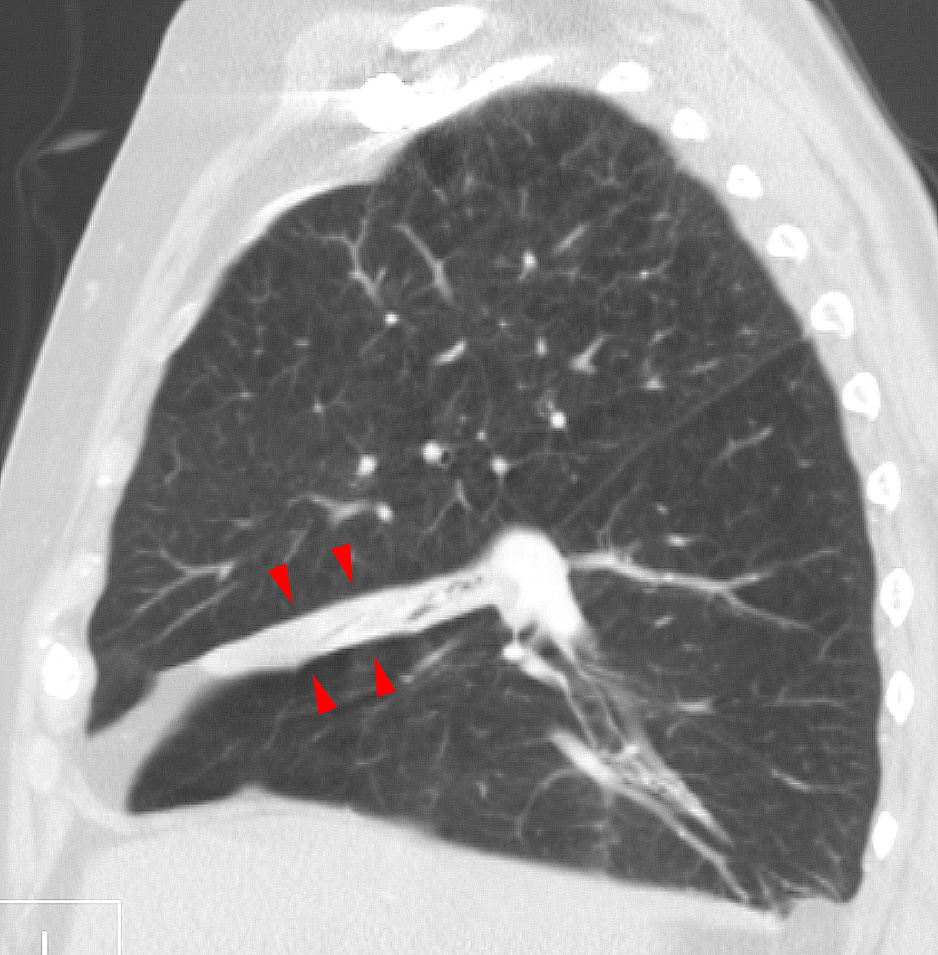
Xẹp phổi của thùy giữa trên CT cắt dọc

Xẹp phổi có thể là bệnh lý cấp hoặc mãn tính. Ở xẹp phổi cấp tính, phổi mới xẹp và dấu hiệu đáng chú ý là giảm thông khí. Ở xẹp phổi mãn tính, các khu vực bị ảnh hưởng thường đặc trưng bởi phức hợp giảm thông khí, nhiễm trùng,giãn phế quản, hoại tử và sẹo (xơ).

#### Xẹp phổi do giảm nitơ
Không khí bao gồm 78% nitơ 21% oxy. Do oxy là được trao đổi ở màng phế nang-mao mạch, nitơ là phần quan trọng giữ cho các phế nang không bị xẹp. Nếu một lượng lớn nitơ trong phổi được thay thế bằng oxy, oxy sau đó bị hấp thụ nhanh vào máu, làm giảm thể tích của các phế nang, kết quả là một phần các phế nang bị xẹp.

##### Xẹp phổi do chèn ép
Nó thường liên quan với tụ máu, dịch, hoặc không khí trong  khoang màng phổi. Đây là tình trạng thường xuyên xảy ra với tràn dịch màng phổi gây ra bởi suy tim tiến triển (USD). Tràn khí màng phổi cũng dẫn đến xẹp phổi chèn ép.

##### Hội chứng thùy giữa
Tình trạng thùy giữa xẹp thường là do áp lực lên phế quản từ bạch huyết to và đôi khi là khối u. Tình trạng xẹp phổikéo dài có thể tiến triển thành viêm phổi mà không giải quyết hoàn toàn có thể dẫn đến tình trạng viêm mãn tính, sẹo, và giãn phế quản.

##### Xẹp phổi tròn
Xẹp phổi tròn (hội chứng Blesovsky ) là tình trạng một phần bên ngoài phổi  xẹp từ từ sụp đổ dẫn đến sẹo và co kéo màng phổi, cũng có thể xuất hiện dày lá tạng và vây nhu mô phổi. Tình trạng này tạo ra một hình tròn trên x-quang dễ nhầm lẫn với một khối u. Xẹp phổi tròn thường là một biến chứng của abcess kèm bệnh lý màng phổi, nhưng cũng có do các tình trạng tạo sẹo và dày màng phổi khác.

## Điều trị
Điều trị nhằm giải quyết nguyên nhân. Xẹp phổi  hậu phẫu được xử lý bằng vật lý trị liệu, tập trung vào hít thở sâu và khuyến khích ho. Một phế dung kế thường được dùng để tập thở. Đi bộ cũng được khuyến khích để cải thiện hoạt động phổi. Những người dị tật ngực hoặc bệnh lý thần kinh gây ra thở nông trong thời gian dài có thể sử dụng các thiết bị hỗ trợ thở. Một phương pháp là thở áp lực dương liên tục đưa không khí hay oxy qua một mũi hoặc mặt nạ để giúp đảm bảo các phế nang không bị xẹp cuối thì thở ra.